# Hyon Song-wol
Hyon Song-wol (Hangul: 현송월) é uma cantora pop norte-coreana vocalista do grupo Pochonbo Electronic Ensemble, um grupo pop que era bem conhecido na Coreia do Norte no início de 2000. Suas canções mais conhecidas incluem "pegadas de
soldados", "Eu amo Pyongyang", "Ela é um soldado dispensado" e "nós somos as tropas do Partido".

## Vida e carreira
Seu maior sucesso foi a música "Excellent Horse-Like Woman" (Hangul: 처녀 처녀), uma música de 2005 exaltando as virtudes de um trabalhador stakanovita na indústria têxtil. O videoclipe que acompanha a música apresenta Hyon no papel de uma garota, "correndo com um sorriso por uma fábrica brilhante, distribuindo bobinas e juntando pedaços de pano a toda velocidade"  As letras incluem o seguinte trecho:
Nossos camaradas de fábrica brincam dizendo:
Por quê? eles me dizem que sou virgem em um parafuso prisioneiro,
Depois de um dia inteiro de trabalho, ainda tenho energia ...
Eles dizem que eu sou virgem em um garanhão
Montando um garanhão que meu querido líder me deu.
Toda a minha vida vou reafirmar o nome dele! 
Hyon desapareceu dos olhos do público em 2006, quando, segundo relatos da mídia japonesa, casou-se com um oficial militar norte-coreano com quem teve um filho.  Foi relatado que na adolescência ela conheceu Kim Jong-un, o filho mais novo do ex-líder norte-coreano Kim Jong-il. Fontes do governo sul-coreano informaram à mídia que Hyon e Kim Jong-un haviam se envolvido romanticamente no início dos anos 2000, depois que Kim retornou à Coreia do Norte depois de frequentar uma escola particular na Suíça. Seu pai teria desaprovado o relacionamento e os jovens foram separados.
Após a morte de Kim Jong-il em dezembro de 2011, pensou-se que Kim Jong-un retornasse ao relacionamento com Hyon. De acordo com fontes de inteligência sul-coreanas, "circularam boatos entre os dois tendo uma alta aventura de elite em Pyongyang"
Em março de 2012, Hyon fez sua primeira aparição pública em seis anos, quando se apresentou, durante a gravidez, em um evento em Pyongyang para comemorar o Dia Internacional da Mulher. Maior interesse em Hyon foi gerado quando ela foi identificada erroneamente em julho de 2012 em uma gravação feita pela emissora de televisão estatal norte-coreana mostrando uma mulher sentada ao lado de Kim Jong-un durante um show de música. Primeiro, pensou-se que poderia ser uma esposa secreta de Kim ou sua irmã mais nova, mas oficiais da inteligência sul-coreana a identificaram como Hyon. Alguns sugerem que ela pode ter conseguido o cargo de diretora da tropa de arte do estado. No entanto, a televisão norte-coreana anunciou que a mulher era de fato a esposa de Kim Jong-un, Ri Sol-ju e não Hyon.
Em 2017, ela foi nomeada para o Comitê Central do Partido Trabalhista Coreano.  Em 2018, ele participou de conversas com a Coreia do Sul em preparação para a participação da Coreia do Norte nos Jogos Olímpicos de Inverno de Pieonchang. Durante os Jogos, ela organizou concertos de artistas norte-coreanos na Coreia do Sul.